# 다낭 대성당

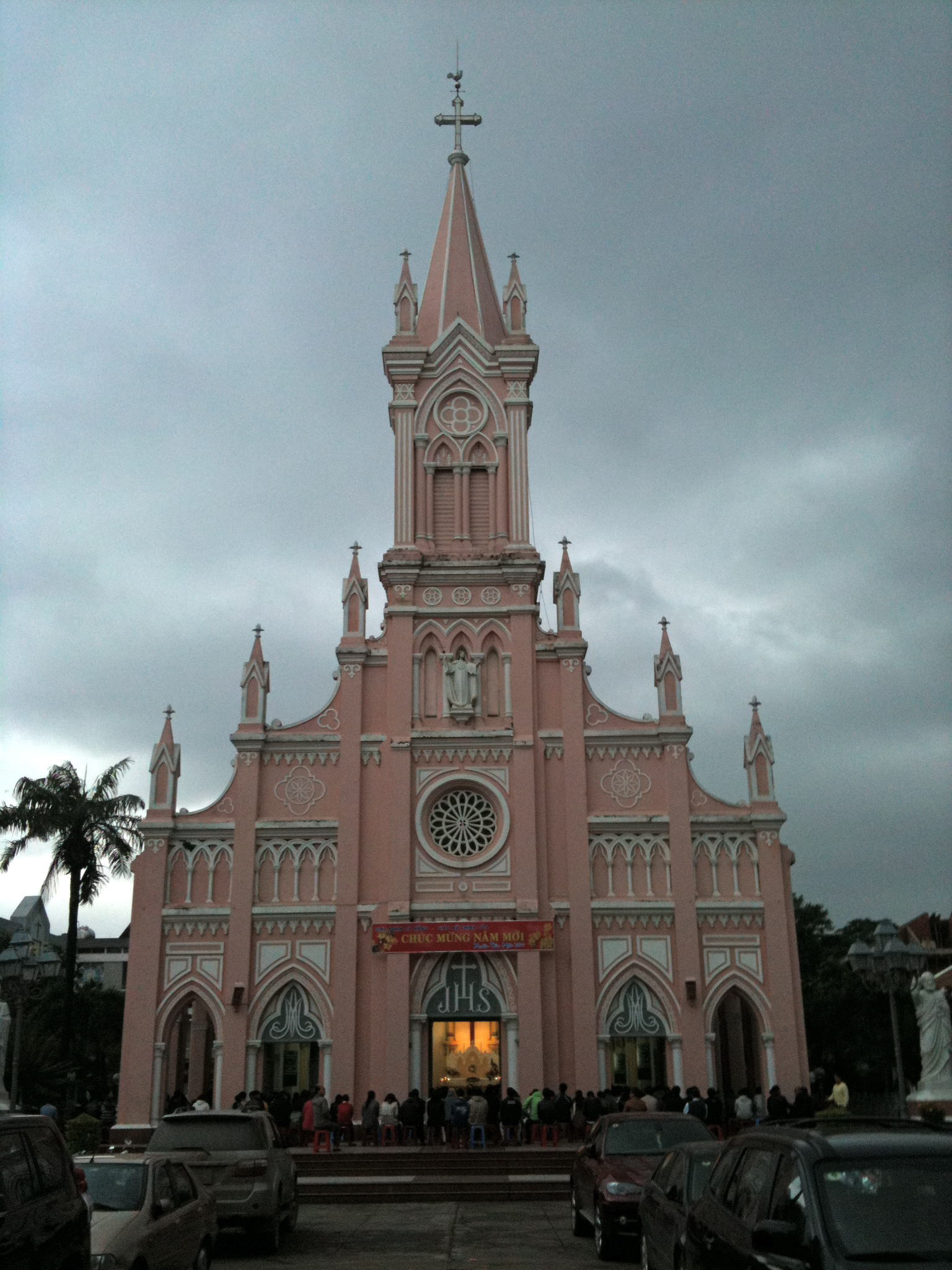
다낭 대성당

다낭 대성당(베트남어: Nhà thờ chính tòa Đà Nẵng)은 베트남 중부 다낭 대교구의 성당으로, 다낭 시 쩐푸 거리 156에 위치해 있다. 이 성당은 프랑스 식민지 시대 다낭에 지어진 유일한 성당이다.
이 교회는 1923년 2월 현재의 쩐푸 거리의 빈 땅에서 사제 발레(Vallet)가 설계하고 건축했다. 다낭 대성당은 1924년 3월 10일까지 아주 짧은 기간에 지어져 봉헌과 취임식까지 진행한 건물 중 하나였다.
대성당은 치솟는 선과 크라운 아치의 고딕 양식으로 만들어졌다. 성당 안에는 서구 교회를 모티브로 한 성서의 사건을 그린 삽화가 있다. 피뢰침이 있는 교회의 지붕에는 바람의 방향을 결정하는 데 사용되는 합금으로 만든 회색 수탉 조각상이 있다. 그래서 이 성당을 수탉 교회로 부르기도 한다.